# S Riachuelo (S-40)
El S Riachuelo (S-40) es un submarino convencional de la Marina de Brasil cabeza de la clase Riachuelo, derivada de la clase Scorpène fabricada en Francia. Es la primera nave construida en el marco del programa PROSUB, que prevé construir cuatro submarinos convencionales y uno de propulsión nuclear.

## Construcción y características
Fue construido en el Complejo Naval e Industrial de Itaguaí, estado de Río de Janeiro. Fue botado el 14 de febrero de 2018 siendo su madrina Marcela Temer, esposa del presidente Temer; con la presencia del presidente Jair Bolsonaro. El 8 de diciembre de 2020 cumplió su primera navegación de manera independiente.
El 1 de septiembre de 2022 el Riachuelo fue incorporado oficialmente al servicio en la Base de Submarinos Ilha da Madeira (Río de Janeiro).
Tiene un desplazamiento 1870 t y una eslora de 71,6 m. Sus armas consisten en el torpedo F21, fabricado por Naval Group; y el misil superficie-superficie Exocet SM 39.

## Historia de servicio
El Riachuelo asistió a la revista naval llevada a cabo en la bahía de Guanabara (Río de Janeiro) el 7 de septiembre de 2022 por el Bicentenario de Brasil junto a buques de Brasil y otros países.